# Maison du livre, de l'image et du son
Pour les articles homonymes, voir Maison du livre (homonymie).
La Maison du livre, de l'image et du son, désignée par le sigle MLIS, est une médiathèque conçue par l'architecte suisse Mario Botta située à Villeurbanne, à proximité des Gratte-ciel, en France. 
Inaugurée le 15 octobre 1988 en la présence du Président de la République François Mitterrand, du Ministre de la Culture Jack Lang et du maire de Villeurbanne et député du Rhône Charles Hernu, elle a été bâtie dans le cadre des Grandes opérations d'architecture et d'urbanisme initiées par le président français François Mitterrand. 
La Maison du livre, de l'image et du son est constituée de sept niveaux, sur cinq étages : au -1, une artothèque ; au rez-de-chaussée, l'accueil de la médiathèque, un espace multimédia, une salle d'exposition ; au 1er et 2ème étages, les espaces adultes ; au 3ème étage, l'espace jeunesse ; au 4ème étage, une discothèque-vidéothèque ; au 5ème étage, les bureaux du personnel.
La Maison du livre, de l'image et du son, avec la médiathèque du Rize, du Tonkin et le prêt aux collectivités/bibliobus constitue le réseau de lecture publique de la ville de Villeurbanne.  

## Histoire

### Concours architectural et construction
Lorsque la bibliothèque municipale, situé dans l’actuelle mairie, ne peut plus satisfaire la population grandissante de Villeurbanne, il devient urgent d’offrir un bâtiment digne de ce nom pour accueillir les collections et un public toujours plus nombreux. Un concours est alors mis en place pour concevoir un nouvel équipement culturel qui sera plus qu’une simple bibliothèque mais un lieu privilégiant les échanges culturels, associant autour du livre et de l’écrit les techniques de l’image, du son et des nouveaux supports de communication.
En janvier 1984, c’est le projet de l’architecte Mario Botta qui est sélectionné, en raison de sa qualité architecturale, son insertion dans le paysage urbain et son caractère fonctionnel. Ce programme est soutenu par l’État dans le cadre de la politique des Grands travaux.
La construction est lancée en février 1986 en présence de Jack Lang, Ministre de la Culture. 

### Inauguration
Après deux ans de travaux, le nouvel édifice ouvre ses portes au public et devient alors « cathédrale de la culture et du savoir » en proposant en plus des livres, des services modernes : une discothèque, une vidéothèque ainsi qu’une artothèque.
Le 15 octobre 1988, la Maison du livre, de l’image et du son est inaugurée par Charles Hernu, maire de Villeurbanne, en présence du président de la République François Mitterrand et de son ministre de la Culture, Jack Lang.

## Architecture

Façade de la Maison du livre, de l'image et du son

Cet édifice, tout en verticalité et symétrie, s’articule autour de l’axe central d’un puits de lumière tout en rondeur en façade nord. Ce puits de lumière est composé de 5 cylindres qui s’emboîtent. L’artothèque située à la base est alors baignée de lumière. Il permet la diffusion d’une lumière zénithale et adoucie dans les différents étages.
Petit clin d’œil à la fonction du bâtiment : vue d’avion, l’architecture donne l’impression d’un livre ouvert.
Il s’inscrit dans un projet architectural total alliant architecture, mobilier et graphisme. Le mobilier même a été pensé par l’architecte : lignes géométriques simples, matériaux bruts et tons noir, blanc et argent.

## Design intérieur
En 1986, l’architecte Marc Givry est mandaté pour concevoir l’aménagement intérieur de l’édifice. Il propose un mobilier noir et métal, constitué d’œuvres connues dans l'histoire du design : fauteuil "Wassily" emblématique du Bauhaus ou meubles USM Haller, ainsi que du mobilier sur mesure conçu par Marc Givry. La médiathèque compte aussi du mobilier conçu par Mario Botta, qui dans les années 1980, a dessiné des pièces de design : meubles, lampes, accessoires… En collaboration avec Alias Design, éditeur de meuble italien, Mario Botta a créé plusieurs modèles d’assises et des tables, que l'on retrouve à tous les niveaux du bâtiment : chaises « Quinta » et « Latonda », table « Tesi ». Les rayonnages Borgeaud noirs et tout en tubes sont utilisés pour le classement des livres.
En 1987, la signalétique et la charte graphique de l’équipement est confiée au designer Ruedi Baur. Le logo qu’il propose est une interprétation stylisée de la façade principale où les bandes alternées de pierres beiges et grises deviennent des rayures noir et blanc.
À partir de 1989 s’ouvre dans la galerie d’exposition du rez-de-chaussée un « lieu du design », dont Ruedi Baur est le conseiller artistique pour trois ans. Jusqu’en 1996, s’y succèdent de grands graphistes nationaux et internationaux, comme Adrian Frutiger, en 1994.